# Tsukushi (provincia)
Tsukushi (筑紫国?, Tsukushi-no kuni) era una delle province storiche dell'antico Giappone. Si trovava sull'isola di Kyūshū, allora chiamata anche Tsukushi, nell'area delle province di Chikuzen e Chikugo e si estendeva su quella che oggi è la prefettura di Fukuoka, fatta eccezione per gran parte dell'est, che faceva parte della provincia di Toyo. A volte è chiamata Chikushū (筑州?).